# Ménil-la-Horgne
Pour les articles homonymes, voir Mesnil.
Ménil-la-Horgne est une commune française située dans le département de la Meuse, en région Grand Est.

## Géographie

### Localisation
Ménil-la-Horgne est située à quelques kilomètres au sud-ouest de la sous-préfecture Commercy, non loin de la RN 4, entre Saint-Aubin-sur-Aire et Void-Vacon. La préfecture Bar-le-Duc est à 30 km à l'ouest et Toul à 30 km à l'est.
Le territoire de la commune est limitrophe de ceux de six communes :
|                  | Commercy         |                    |
| Saulvaux         | Ménil-la-Horgnee | Laneuville-au-Rupt |
| Méligny-le-Grand | Naives-en-Blois  | Void-Vacon         |

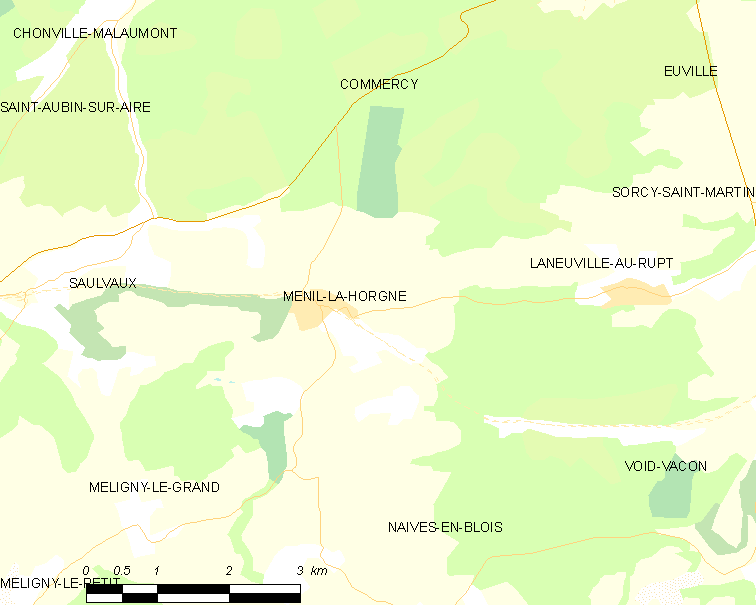
Carte de la commune.
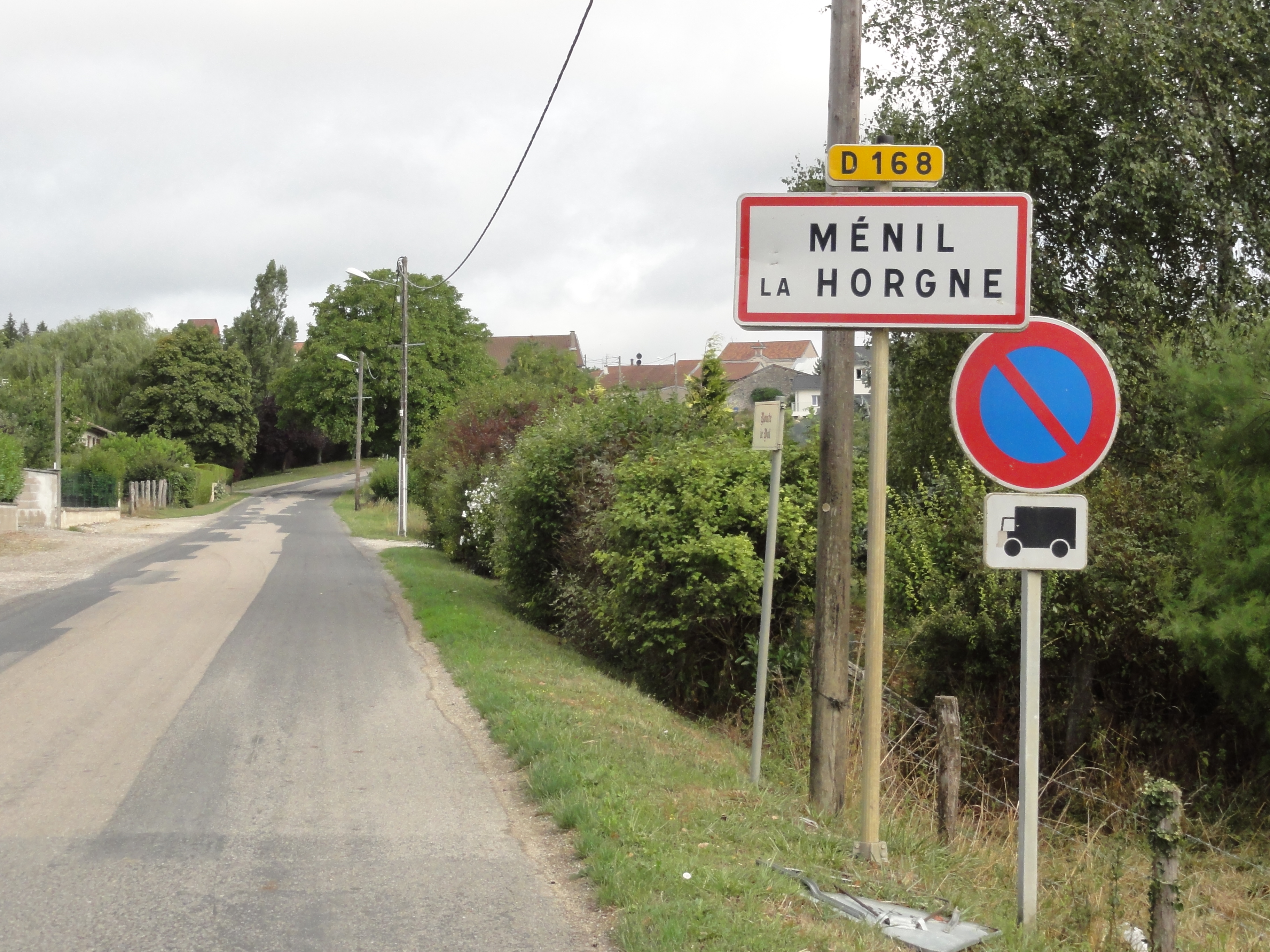
Entrée de Ménil-la-Horgne.

### Relief et paysages
Le village de Ménil-la-Horgne s'étire à une altitude d'environ 300 mètres sur un coteau qui borde le plateau calcaire du Barrois qui y culmine à 412 mètres et fait face à la vallée de la Meuse vers Void-Vacon.

### Hydrographie
La commune est dans le bassin versant de la Meuse au sein du bassin Rhin-Meuse. Elle est drainée par le ruisseau le Mazellin,.

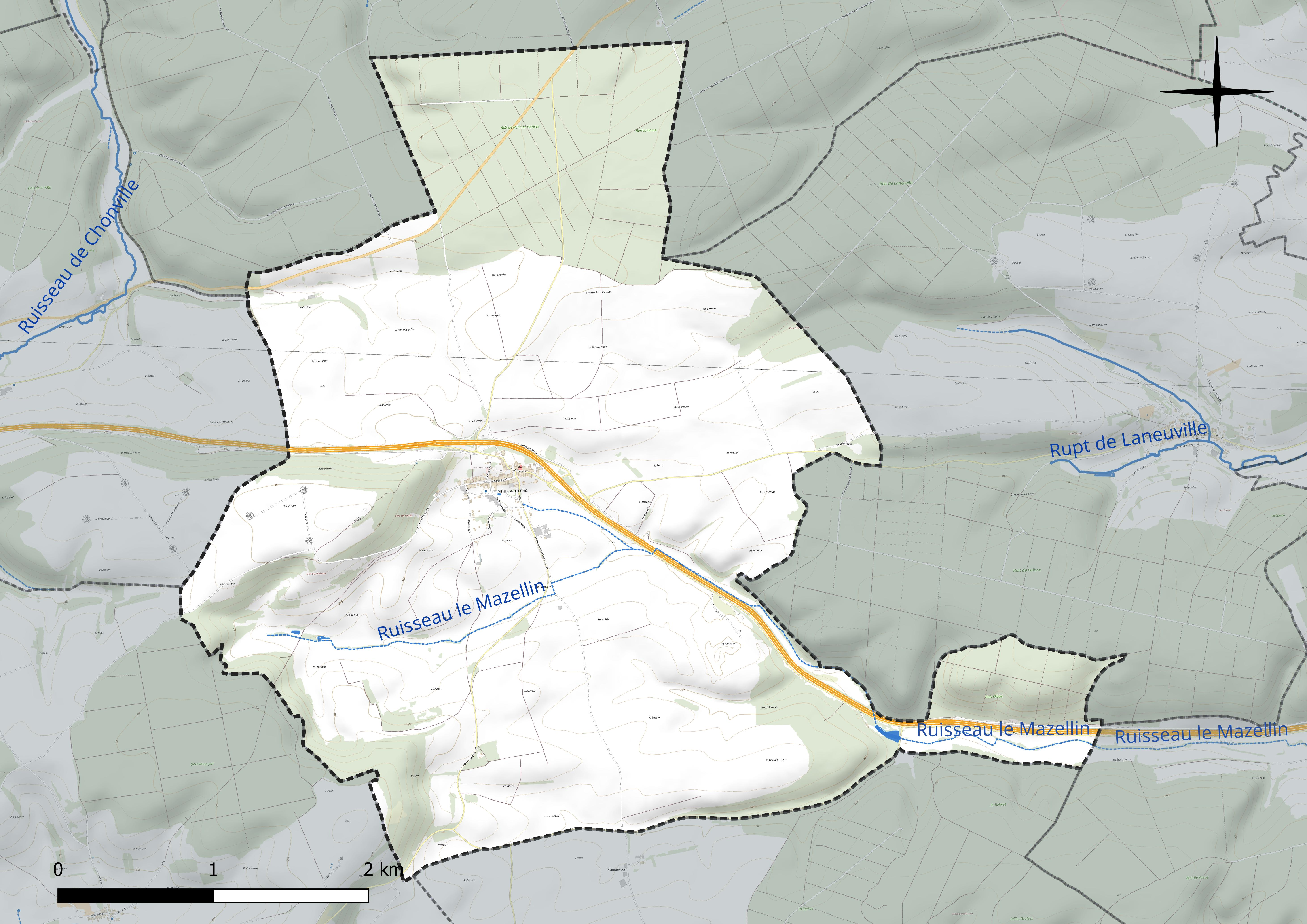
Réseau hydrographique de Ménil-la-Horgne.

### Climat
Pour des articles plus généraux, voir Climat du Grand Est et Climat de la Meuse.
En 2010, le climat de la commune est de type climat de montagne, selon une étude du Centre national de la recherche scientifique s'appuyant sur une série de données couvrant la période 1971-2000. En 2020, Météo-France publie une typologie des climats de la France métropolitaine dans laquelle la commune est exposée à un climat océanique altéré et est dans la région climatique  Lorraine, plateau de Langres, Morvan, caractérisée par un hiver rude (1,5 °C), des vents modérés et des brouillards fréquents en automne et hiver. 
Pour la période 1971-2000, la température annuelle moyenne est de 9,6 °C, avec une amplitude thermique annuelle de 16,2 °C. Le cumul annuel moyen de précipitations est de 1 019 mm, avec 13,4 jours de précipitations en janvier et 9,6 jours en juillet. Pour la période 1991-2020, la température moyenne annuelle observée sur la station météorologique de Météo-France la plus proche, « Erneville aux Bois_sapc », sur la commune d'Erneville-aux-Bois à 9 km à vol d'oiseau, est de 9,9 °C et le cumul annuel moyen de précipitations est de 1 021,5 mm. 
La température maximale relevée sur cette station est de 39,4 °C, atteinte le 25 juillet 2019 ; la température minimale est de −24,2 °C, atteinte le 18 février 1956,,. 
Les paramètres climatiques de la commune ont été estimés pour le milieu du siècle (2041-2070) selon différents scénarios d'émission de gaz à effet de serre à partir des nouvelles projections climatiques de référence DRIAS-2020. Ils sont consultables sur un site dédié publié par Météo-France en novembre 2022.

## Urbanisme

### Typologie
Au 1er janvier 2024, Ménil-la-Horgne est catégorisée commune rurale à habitat dispersé, selon la nouvelle grille communale de densité à sept niveaux définie par l'Insee en 2022.
Elle est située hors unité urbaine et hors attraction des villes,.

### Occupation des sols
L'occupation des sols de la commune, telle qu'elle ressort de la base de données européenne d’occupation biophysique des sols Corine Land Cover (CLC), est marquée par l'importance des territoires agricoles (65,7 % en 2018), en diminution par rapport à 1990 (68 %). La répartition détaillée en 2018 est la suivante : 
terres arables (56,8 %), forêts (28,6 %), prairies (8,9 %), zones urbanisées (2,1 %), milieux à végétation arbustive et/ou herbacée (1,9 %), mines, décharges et chantiers (1,7 %). L'évolution de l’occupation des sols de la commune et de ses infrastructures peut être observée sur les différentes représentations cartographiques du territoire : la carte de Cassini (XVIIIe siècle), la carte d'état-major (1820-1866) et les cartes ou photos aériennes de l'IGN pour la période actuelle (1950 à aujourd'hui).

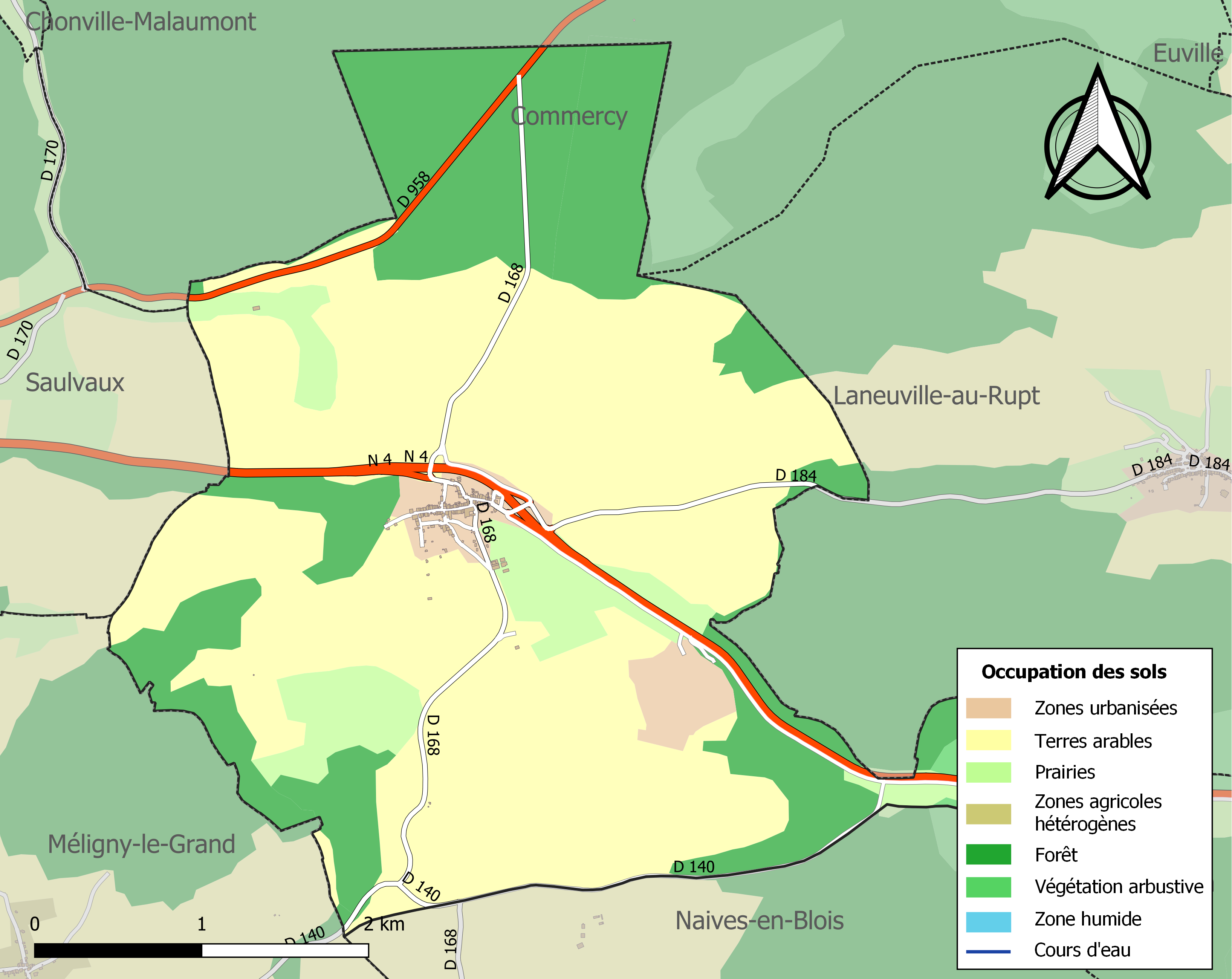
Carte des infrastructures et de l'occupation des sols de la commune en 2018 (CLC).

## Toponymie
Le nom de la localité est attesté sous les formes Menil-la-Horgne-de-Villebois (1586) ; Mesnil-la-Horgne (1700) ; Mansile-ad-Horniam (1711) ; Magnillum-ad-Horniam (1736) ; Manilæ-Hornæ (1756).

Ménil, variante de mesnil, est un élément de toponyme très usité dans la France septentrionale et en Belgique, mesnil désignait jusqu'à l'Ancien Régime un domaine rural. À partir du gallo-roman MASIONILE, forme altérée du bas latin mansionile (diminutif du latin mansio « gîte-relais situé le long d’une voie romaine »), la langue d'oïl a produit maisnil.
"-la-Horgne pourrait tenir son origine de l'oïl horgne « tête » qui a du avoir le même sens que horne (« partie qui fait saillie ») pour désigner  la forme d'un terrain ou d'un village". Mais d'autres solutions ont été proposées.

## Politique et administration
| Période                                  | Période   | Identité              | Étiquette | Qualité |
| ---------------------------------------- | --------- | --------------------- | --------- | ------- |
| Les données manquantes sont à compléter. |           |                       |           |         |
| mars 1987                                | mars 2001 | Claude Bouchot        |           |         |
| mars 2001                                | mars 2008 | Claude Kaiser         | LCR       |         |
| mars 2008                                | mai 2020  | Jean-Claude Connesson |           |         |
| mai 2020                                 | En cours  | Claude Kaiser         | LCR       |         |

## Population et société

### Démographie
L'évolution du nombre d'habitants est connue à travers les recensements de la population effectués dans la commune depuis 1793. Pour les communes de moins de 10 000 habitants, une enquête de recensement portant sur toute la population est réalisée tous les cinq ans, les populations de référence des années intermédiaires étant quant à elles estimées par interpolation ou extrapolation. Pour la commune, le premier recensement exhaustif entrant dans le cadre du nouveau dispositif a été réalisé en 2007.

En 2022, la commune comptait 175 habitants, en évolution de +2,34 % par rapport à 2016 (Meuse : −4,4 %, France hors Mayotte : +2,11 %).
| 1793 | 1800 | 1806 | 1821 | 1831 | 1836 | 1841 | 1846 | 1851 |
| ---- | ---- | ---- | ---- | ---- | ---- | ---- | ---- | ---- |
| 380  | 372  | 419  | 381  | 434  | 452  | 453  | 461  | 412  |

| 1856 | 1861 | 1866 | 1872 | 1876 | 1881 | 1886 | 1891 | 1896 |
| ---- | ---- | ---- | ---- | ---- | ---- | ---- | ---- | ---- |
| 365  | 362  | 352  | 339  | 333  | 301  | 436  | 329  | 301  |

| 1901 | 1906 | 1911 | 1921 | 1926 | 1931 | 1936 | 1946 | 1954 |
| ---- | ---- | ---- | ---- | ---- | ---- | ---- | ---- | ---- |
| 282  | 276  | 243  | 220  | 206  | 183  | 187  | 192  | 175  |

| 1962 | 1968 | 1975 | 1982 | 1990 | 1999 | 2006 | 2007 | 2012 |
| ---- | ---- | ---- | ---- | ---- | ---- | ---- | ---- | ---- |
| 173  | 176  | 126  | 146  | 126  | 133  | 146  | 148  | 174  |

| 2017 | 2022 | - | - | - | - | - | - | - |
| ---- | ---- | - | - | - | - | - | - | - |
| 169  | 175  | - | - | - | - | - | - | - |

## Économie
Depuis janvier 2007, Ménil-la-Horgne est dotée d'un parc de 7 éoliennes d'une puissance nominale totale installée de 10,5 MW.

## Culture locale et patrimoine

### Lieux et monuments
Ancienne abbaye de Rieval (détruite).
- L'abbaye de Riéval (ou Riévau) fut fondée au XIIe siècle par Renaud 1er, comte de Bar et son épouse Gisèle de Vaudémont. Elle fut la  première abbaye de prémontrés du diocèse de Toul où l'ordre créa ensuite plusieurs abbayes : Sainte Marie aux Bois, Jandeures, Jovilliers, Rangéval, l'Étanche. Déjà en ruines en 1636, elle vivota ensuite jusqu'à sa destruction définitive par un incendie en 1830[24]. Son premier abbé aurait été un disciple de Saint Norbert, fondateur de l'ordre[25].
- L'église dédiée à saint Bénigne date de 1840, mais ses fonts baptismaux du VIIIe siècle, en pierre polychrome, proviennent probablement de l’abbaye de Riéval. C'est la troisième église construite dans la commune. La première, celle du hameau de Sorbey, qui desservait les deux localités de Ménil et La Horgne avant leur rattachement a été démolie au début du XVIIIe siècle. De la seconde, qui brûla dans l'incendie du village en 1723, il ne reste que la tour.
- Monument aux morts.
- Maison natale et mémorial de Dom Calmet.

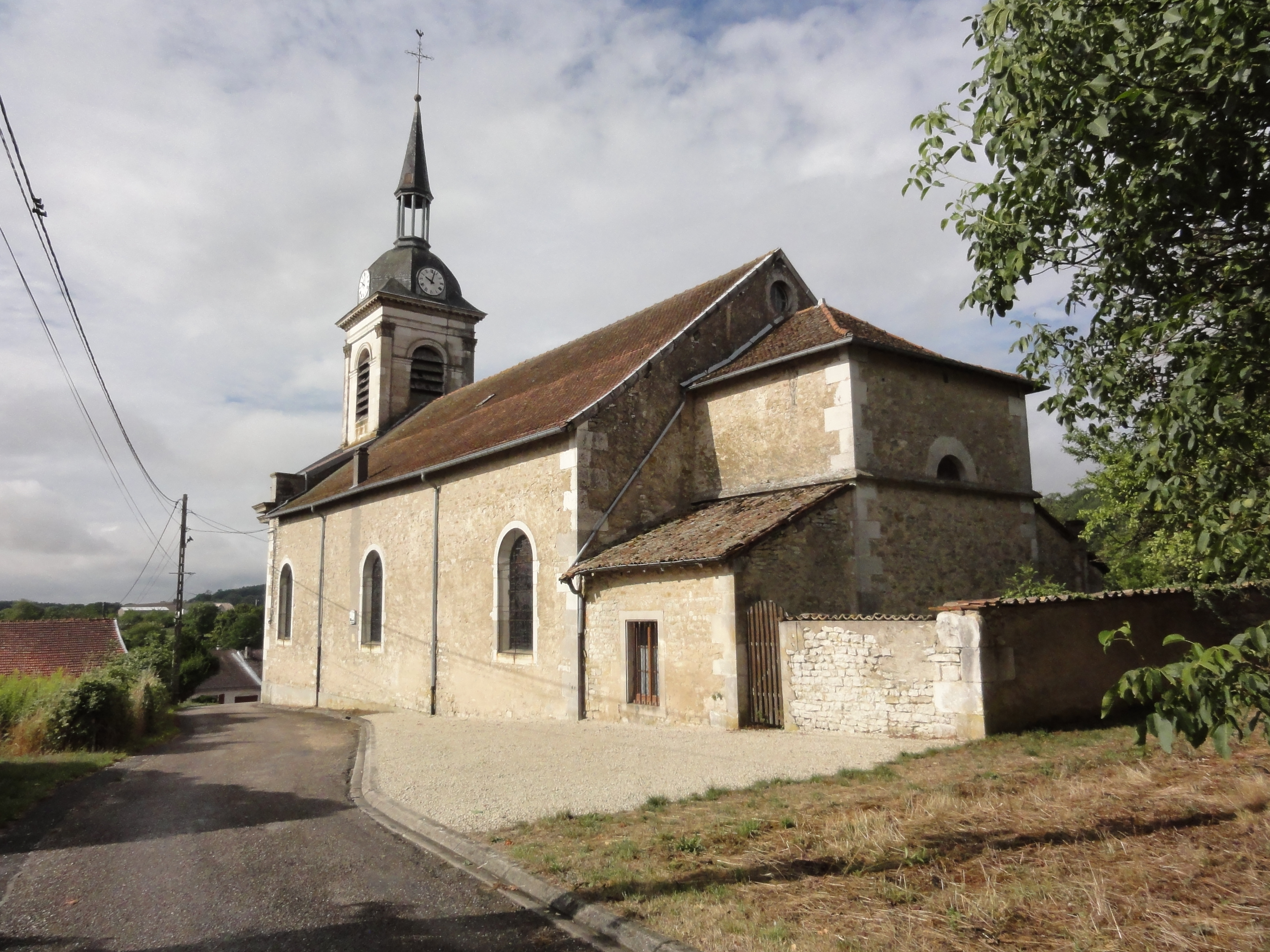
Église Saint-Bénigne.
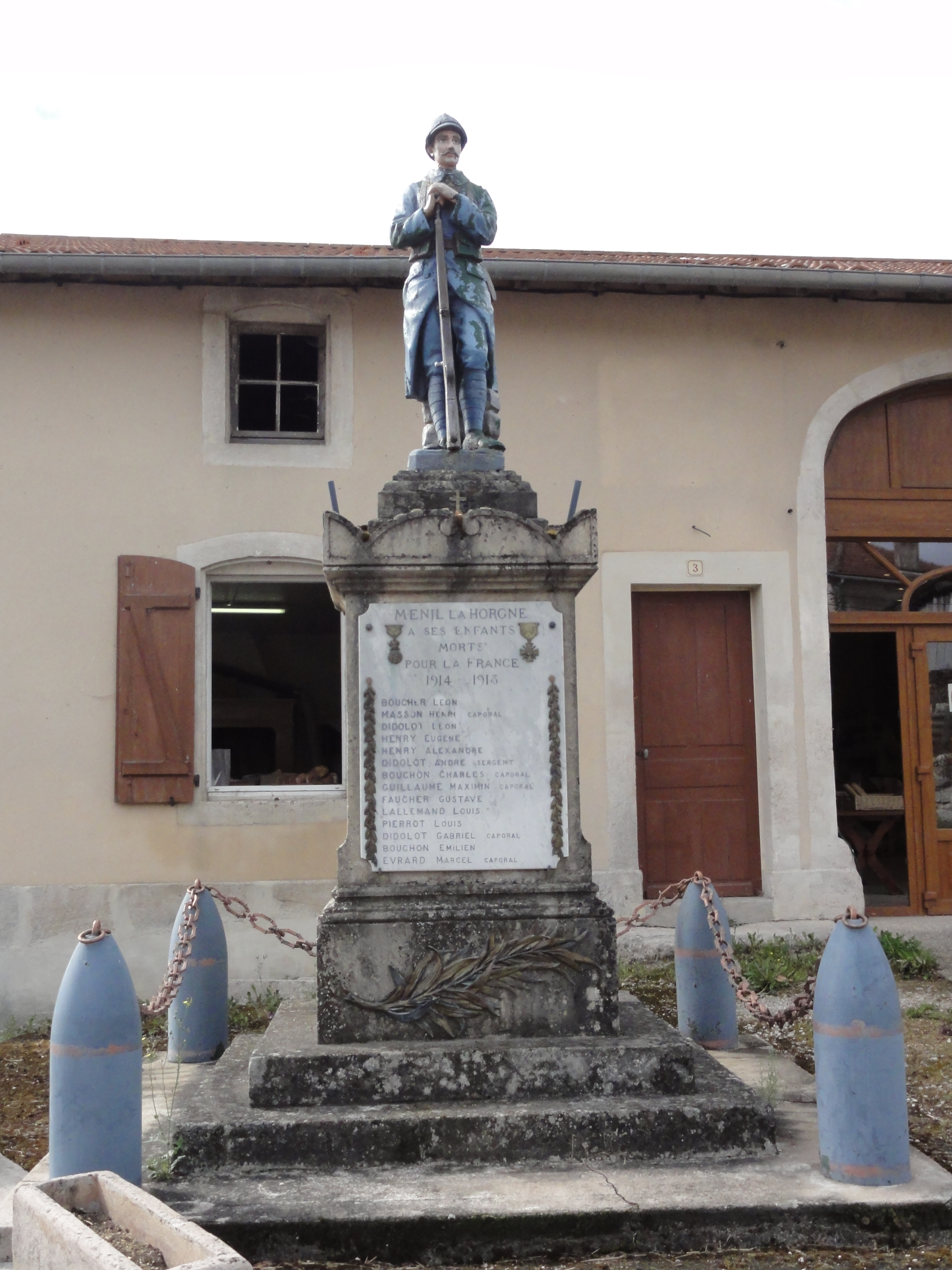
Monument aux morts.
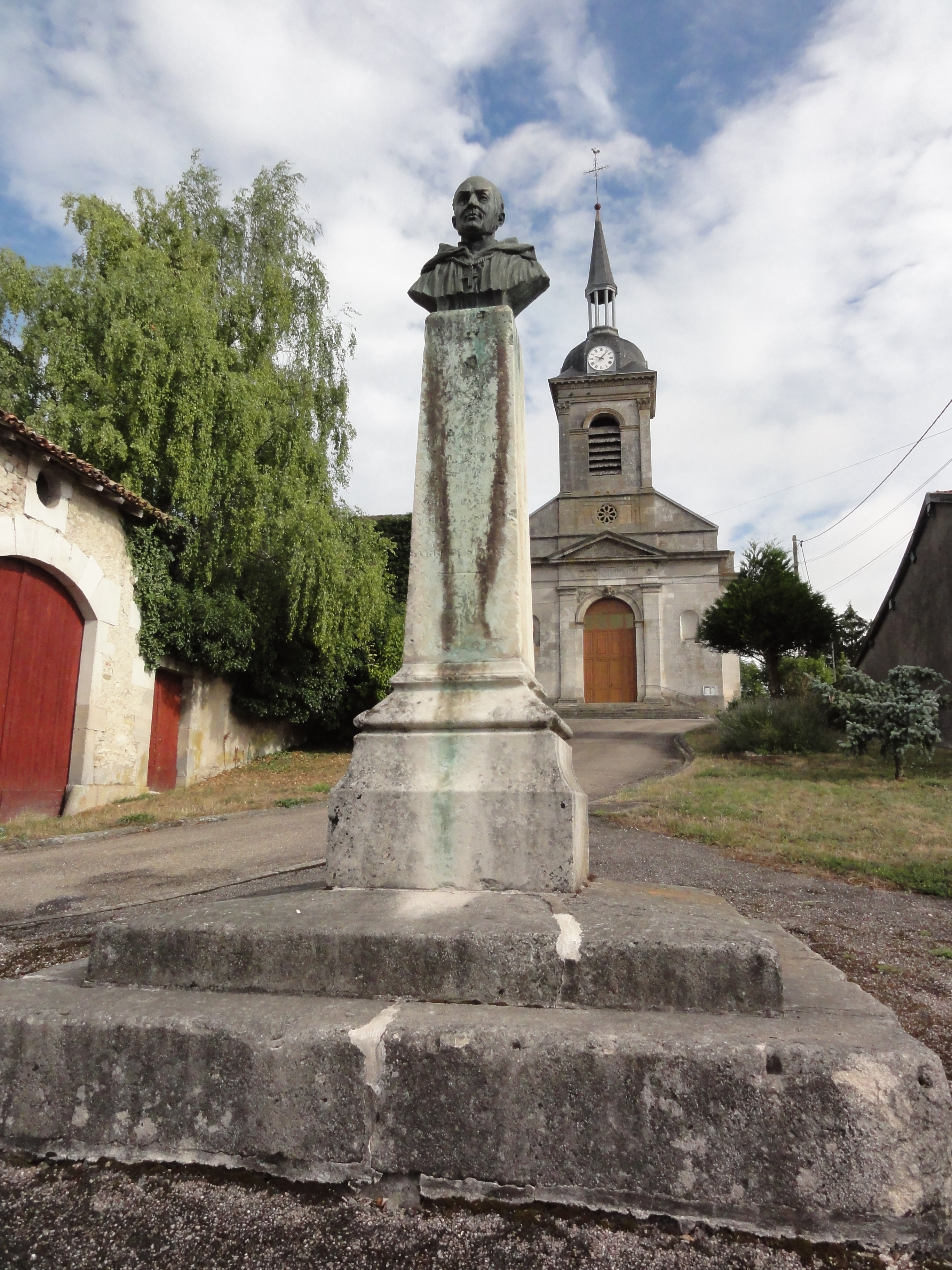
Le monument à Dom Calmet.

### Personnalités liées à la commune
- Dom Calmet, abbé de Senones, naquit le 16 février 1672 à Ménil-la-Horgne, au sein d'une famille modeste.

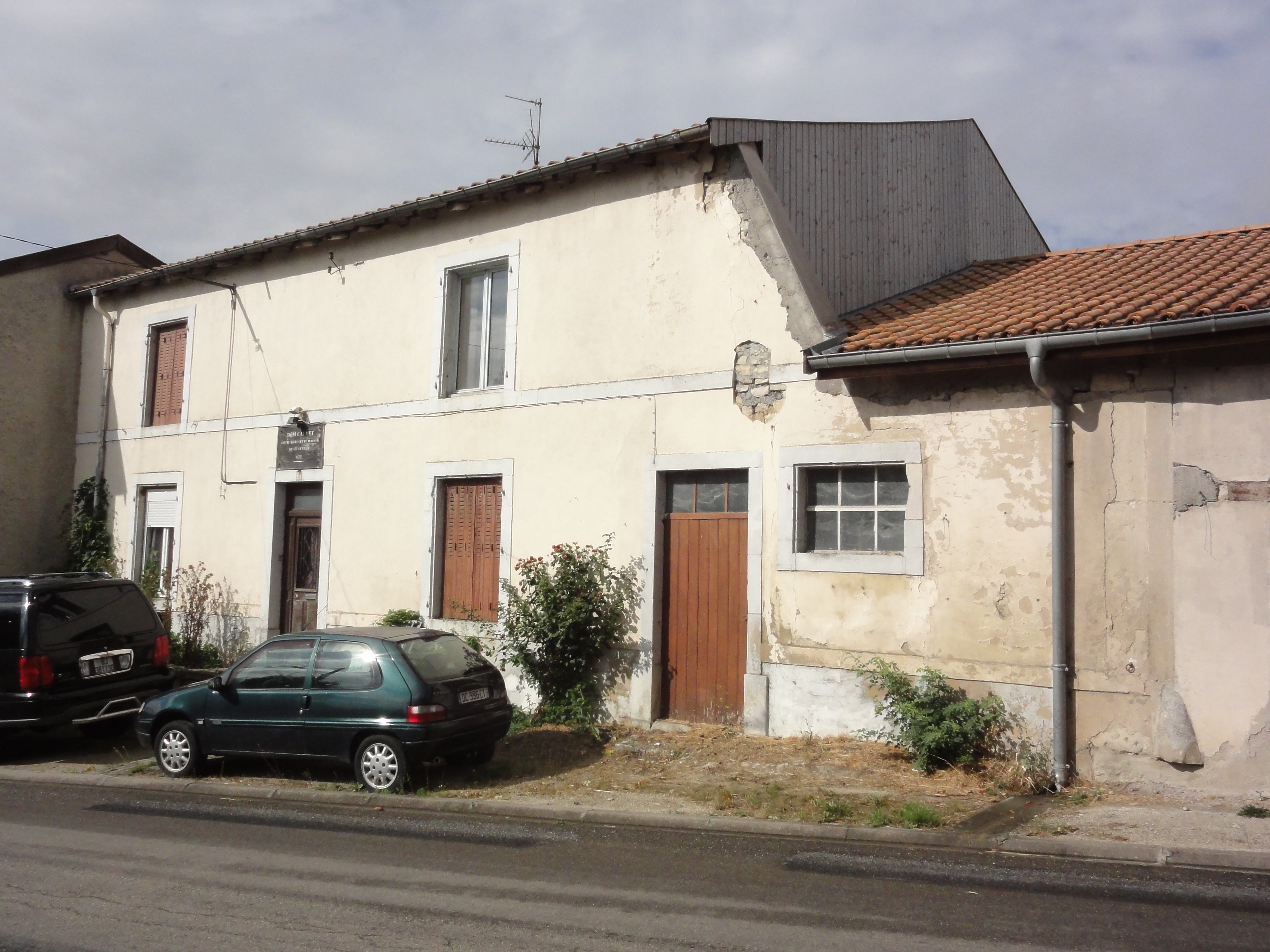
Maison natale de Dom Calmet.
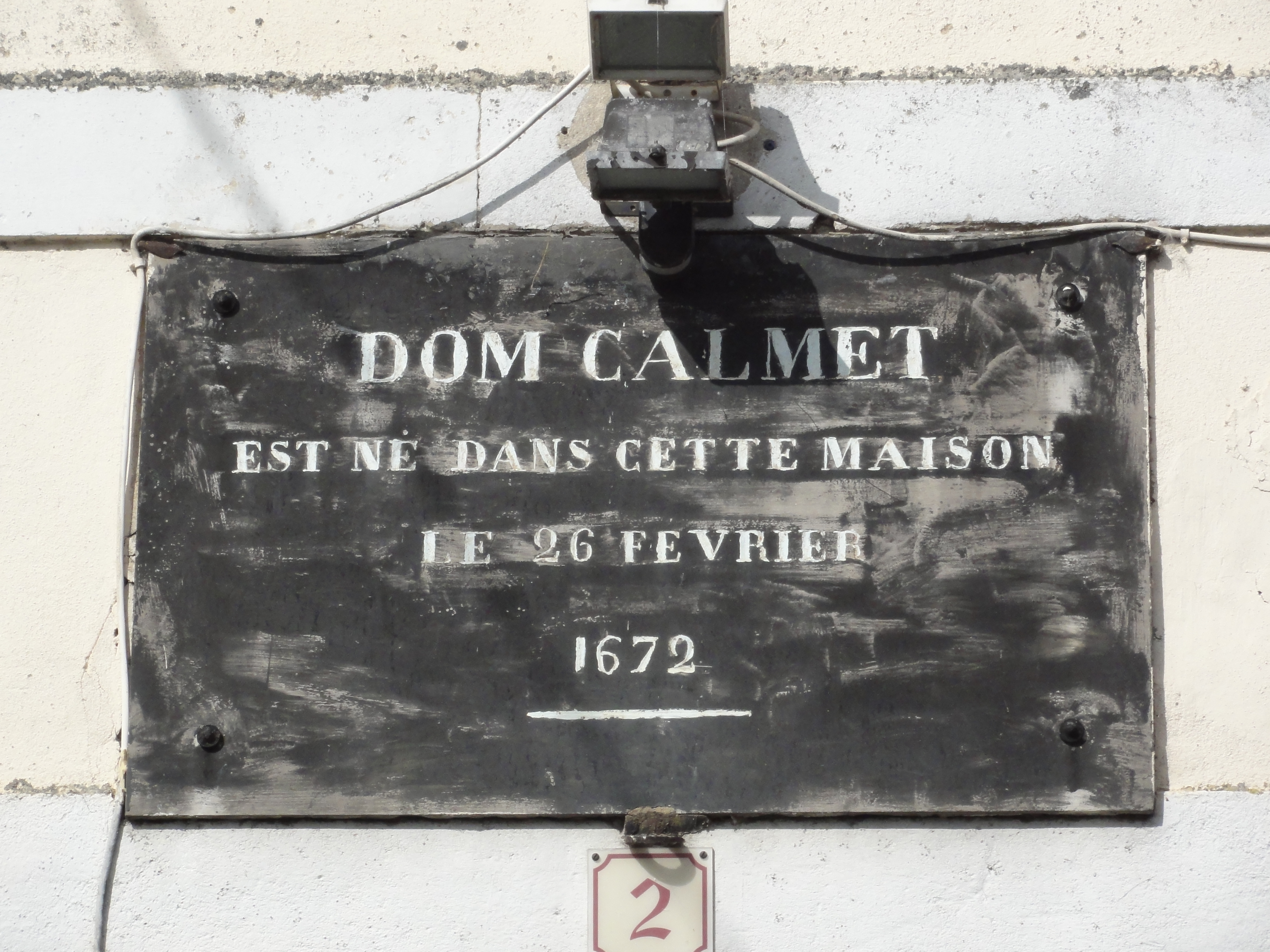
Plaque de la maison natale de Dom Calmet.

### Héraldique
| Blason de Ménil-la-Horgne | Blason  | D'azur au chevron haussé d'argent accompagné en chef de deux abeilles en vol d'or et en pointe d'une gerbe de blé du même. |
| Blason de Ménil-la-Horgne | Détails | Création Robert A. Louis. Adopté en décembre 2013.                                                                         |